# Psycholog
Psycholog v odborném slova smyslu je člověk, který se věnuje psychologii buďto jako psychoterapeut, klinický psycholog, anebo jako kvalifikovaný odborník v jednom z oborů psychologie; slovo psycholog také označuje absolventa psychologického studia i výzkumného pracovníka v oboru psychologie. V širším kontextu však může být slovo psycholog použito i pro člověka, který zná nebo dovede poznat myšlení či povahu lidí (například: „Učitel musí být dobrým psychologem“).

## Obory činnosti
Psycholog nepředepisuje psychofarmaka na rozdíl od psychiatra, který má lékařské vzdělání, ale pomáhá psychologickými prostředky. V klinické praxi však psychologové a psychiatři často spolupracují. Psycholog se řadí mezi pracovníky pomáhajících profesí. Je vhodné odlišovat jeho působení na psychoterapii a psychologické poradenství. Psychoterapie si klade za cíl dosáhnout hlubších osobnostních změn a častěji ji tak absolvují lidé, jejichž chování či prožívání leží mimo normu (i když existuje i tzv. rozvojová psychoterapie nebo psychoterapie encounteru). V poradenství jde o pomoc člověku, jehož chování i prožívání je v normě, ale který je v současnosti v obtížné životní situaci (rodinná krize, pracovní stres apod.). Cílem nejsou osobnostní změny ani vyléčení, ale překonání a odstranění aktuálních potíží.
Psychologové vykonávají i řadu dalších povolání, můžeme se s nimi setkat například při poradenství v rané péči, pedagogicko-psychologickém poradenství (škola, volba povolání), firemním přijímacím řízení, manželském a partnerském poradenství, gerontopsychologii, v personalistice či marketingu, existují i obory jako psychologie dopravy a jiné.

## Vzdělání
Psycholog je označení pro absolventa akreditovaného pětiletého magisterského oboru psychologie (případně tříletého bakalářského a dvouletého navazujícího magisterského studia) [zdroj?]. V České republice je takovýto studijní program psychologie akreditován na Filozofické fakultě Univerzity Karlovy v Praze, na Filozofické fakultě University Palackého v Olomouci, na Fakultě sociálních studií Masarykovy univerzity v Brně, na Pedagogické fakultě Univerzity Karlovy v Praze, na Pedagogické fakultě Jihočeské univerzity v Českých Budějovicích, a od studijního roku 2012/2013 i na Pražské vysoké škole psychosociálních studií. Na Filozofické fakultě Masarykovy univerzity v Brně byla akreditace v květnu 2013 pozastavena s platností do 31. 10. 2014 a na dostudování stávajících studentů, od 1. prosince 2014 byl akreditován nový tříletý bakalářský obor bez navazujícího oboru magisterského. Kromě toho je psychologie součástí studia celé řady dalších oborů.
Pokud se po dokončení studia absolvent rozhodne pro některé ze zavedených oblastí psychologie (např. klinickou psychologii, nebo chce vést psychoterapii hrazenou pojišťovnou), čeká ho další postgraduální příprava a práce pod supervizí. V případě klinické psychologie jde o pětileté postgraduální studium zakončené atestací klinické psychologie, které opravňuje k samostatné práci klinického psychologa hrazeného pojišťovnou. Kromě toho lze mít další dvě atestace z oborů psychoterapie a Dětská klinická psychologie.
K systematické psychoterapii, která je též hrazená pojišťovnou, je nutné dosáhnout atestace v klinické psychologii a absolvovat navíc akreditovaný psychoterapeutický výcvik (zpravidla dlouhý 3-5 let). Jiná psychologická zaměstnání (např. práce v pedagogicko-psychologické poradně) zpravidla postgraduální přípravu nevyžadují.

## Významní psychologové

### Zahraničí
Alfred Adler, Eric Berne, Bruno Bettelheim, Erik Erikson, Anna Freudová, Sigmund Freud, Erich Fromm, Franz Alexander, William James, Wilhelm Wundt, Carl Gustav Jung, Karen Horneyová, Abraham Harold Maslow, Jean Piaget, Carl R. Rogers, Virginie Satirová, Burrhus F. Skinner, Viktor Emil Frankl

### Česko
Václav Břicháček, Karel Balcar, Ferdinand Knobloch, Rudolf Kohoutek, Stanislav Kratochvíl, Jaro Křivohlavý, Zdeněk Matějček